# Mausheim
Mausheim ist ein Gemeindeteil des Marktes Beratzhausen im Oberpfälzer Landkreis Regensburg in Bayern. Das Kirchdorf Mausheim war bis 1972 Sitz der gleichnamigen Gemeinde.

## Geschichte
Mausheim war Teil der Herrschaft Ehrenfels, die 1568 dem Fürstentum Pfalz-Neuburg einverleibt wurde. Die katholische Filialkirche St. Thekla stammt aus der Mitte des 18. Jahrhunderts. 1777 wurde der Ort bayerisch.  Die Gemeinde Mausheim entstand mit dem bayerischen Gemeindeedikt von 1818. Sie umfasste die Orte Mausheim, Ametshof, Beratzhausen (Bahnhof), Ehrenfels (Ruine), Haderlsdorf, Hagetshof (1978 zu Hemau), Hinterkreith, Hirschstein, Königsmühle, Kohlmühle, Mitterkreith, Neumühle, Niesaß, Oberndorf, Pexmühle, Rufenried, Ruxhof, Uttenhof, Vorderkreith und Wasenmeisterei.  Am 1. Januar 1972 wurden die Gemeinden Mausheim und auch Rechberg im Zuge der Gemeindegebietsreform nach Beratzhausen eingemeindet.

## Sehenswürdigkeiten
In der Liste der Baudenkmäler ist die katholische Filialkirche St. Thekla aufgeführt.